# Polypedilum quinqueguttatum
Polypedilum quinqueguttatum är en tvåvingeart som beskrevs av Jean-Jacques Kieffer 1921. Polypedilum quinqueguttatum ingår i släktet Polypedilum och familjen fjädermyggor. Inga underarter finns listade i Catalogue of Life.